# Kauaiina alakaii
Kauaiina alakaii är en fjärilsart som beskrevs av Riotte 1979. Kauaiina alakaii ingår i släktet Kauaiina och familjen mätare. Inga underarter finns listade i Catalogue of Life.